# Phaedrotoma glabroplasticus
Phaedrotoma glabroplasticus är en stekelart som först beskrevs av Fischer 1972.  Phaedrotoma glabroplasticus ingår i släktet Phaedrotoma och familjen bracksteklar. Inga underarter finns listade i Catalogue of Life.